# Casino Español de La Habana

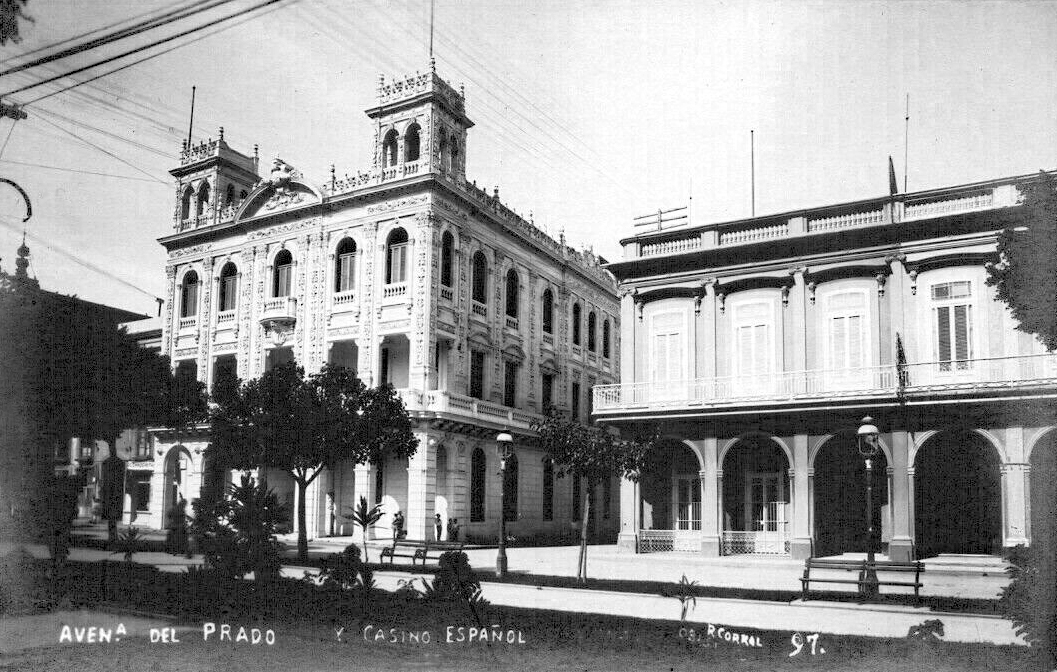
Casino Español ở Havana, Cuba

Casino Español de La Habana, thường gọi là Casino Español, là một trong những câu lạc bộ lớn nhất ở La Habana. Câu lạc bộ này được nhóm di dân Tây Ban Nha cư trú tại Cuba thành lập vào những năm 1860 đóng vai trò là cơ sở giải trí và xã hội duy nhất của họ.
Hồ sơ ban đầu cho thấy Tổng đốc De Rodas đã có bài phát biểu chính thức thành lập câu lạc bộ này ở La Habana vào ngày 17 tháng 8 năm 1869.
Casino Español tọa lạc ở khu vực Marianao của La Habana. Đến năm 1886, câu lạc bộ có sàn lát đá cẩm thạch trắng, phòng khiêu vũ dành cho các sự kiện trang trọng và sân khấu dành cho dàn nhạc trình diễn. Cùng với lựa chọn về nhu cầu ăn uống, hồ bơi, phòng tập thể dục, sân tennis và bóng vợt, còn có cả sân bóng chày nữa.
Sau cách mạng Cuba, trung tâm giải trí này đã được quốc hữu hóa và đổi tên thành Đoàn thể Nhân viên Xã hội José Ramón Rodríguez.